# Schulmilchprogramm der Europäischen Union
Als Schulmilchprogramm der europäischen Union bezeichnet man ein Projekt der Europäischen Union, mit dem sie seit 1977 den Mitgliedsländern Mittel zur Förderung der Abgabe von Milch und bestimmten Milcherzeugnisse in Schulen anbietet. Grundlage war insbesondere die Verordnung (EG) Nr. 2707/2000 und seit 2008 die Verordnung (EG) Nr. 657/2008 der Europäischen Kommission und ist nun die Verordnung (EU) Nr. 1308/2013.
Manche Mitgliedsstaaten führen gleichartige Aktionen seit langer Zeit durch und integrierten ihre Tradition in das EU-Projekt. So stellt die Schulmilch in Deutschland einen Teil der Schulspeisung dar. Auch in Österreich hat die Schulmilchaktion ihre Wurzeln bereits vor dem Zweiten Weltkrieg.
Im Rahmen des europäischen Programmes wurden im Schuljahr 2006/2007 in den damals 22 Mitgliedstaaten der Europäischen Union etwa 305.000 Tonnen Schulmilch an Schulen verteilt. Von der EU selbst waren dazu Aufwendungen von mehr als 50 Millionen Euro notwendig.

## Zweck
Das Programm „Schulmilch“ soll Kinder zum Konsum gesunder Milcherzeugnisse ermutigen und eine erzieherische Wirkung entfalten, indem es eine angeblich gesunde Lebensweise und gesunde Essgewohnheiten in einem frühen Alter fördert, die im späteren Leben fortgeführt werden. Es soll zur Bekämpfung der Adipositas unter Kindern beitragen. Außerdem trage es durch die Konsumförderung zur Verbesserung des „Marktgleichgewichts“ für Milch bei, dient also der Intervention auf dem Markt landwirtschaftliche Erzeugnisse und der Unterstützung der Landwirte.
2011 gelangte der Europäische Rechnungshof nach Prüfung zur Einschätzung, das bisherige Programm sei weitgehend wirkungslos. Das Programm wurde seither verändert.
Schulmilch ist definiert als – auch laktosefreie – Trinkmilch, Käse, Quark oder Topfen, Joghurt und andere fermentierte oder gesäuerte Milchprodukte ohne Zusatz von Aromastoffen, Früchten, Nüssen oder Kakao.

## Finanzierung
Die Europäische Union finanziert mindestens 75 Prozent der Kosten, den Rest stellt das – freiwillig teilnehmende – Mitgliedsland. Die EU stellt derzeit noch etwa 4,5 Cent Beihilfe pro teilnehmendem Berechtigten und pro Schultag für eine Menge von 0,25 Liter Milch, Milchmischgetränk, Joghurt (auch Fruchtjoghurt) und Käse bereit (früher ca. 10 Cent).
Für das Programm, das auch pädagogische Maßnahmen und Werbemittel beinhaltet, stellt die EU für den Zeitraum 1. August 2017 bis 31. Juli 2023 Beihilfen in Höhe von insgesamt 100 Millionen Euro bereit, wovon 9.404.154 Euro Deutschland und 1.100.486 Euro Österreich zugewiesen sind.

## Aktion in Mitgliedsländern

### Vorgänger und Durchführung in Deutschland
Frühe Aktionen starteten in der DDR. Später verfügte jede Schule der DDR über einen von den Schülern selbst betriebenen Milchdienst.
In den heute teilnehmenden Schulen haben ca. 4,9 Millionen Schüler die Möglichkeit, sich mit Schulmilcherzeugnissen zu versorgen. Von insgesamt rund 13 Millionen Berechtigten nehmen rechnerisch jedoch nur noch knapp 800.000 = ca. 6 Prozent am EU-Programm teil.
Bis auf das Saarland nimmt jedes Bundesland am EU-Programm teil und betreibt die Umsetzung der Schulmilchverordnung in eigener Regie mit unterschiedlichem Erfolg. Die höchste Beteiligung gibt es in Berlin, Thüringen und Nordrhein-Westfalen. Zum einfacheren Verkauf und flexibleren Angebot stellen manche Schulmilchlieferanten Verkaufsautomaten zur Verfügung. In manchen Schulen – insbesondere in Bayern – werden Milch und Milcherzeugnisse auch außerhalb des EU-Programms angeboten, so dass die über das Schulmilchprogramm der EU abgesetzte Menge nur einen Teil der in deutschen Schulen verzehrten Milch darstellt.

### Vorgängeraktionen und Durchführung in Österreich
Die ersten Aktionen wurden im Jahr 1930 in Wien durchgeführt und war auf Spenden angewiesen. Nach dem Zweiten Weltkrieg wurden die Aktionen durch das
Sozialministerium durch die Ausspeisungsaktion fortgesetzt. Die UNICEF stellte in den Jahren 1948 und 1949 Lebensmittel, darunter auch Magermilchpulver zur Verfügung. Im Jahr 1953 konnten schon etwa 185.000 von den 800.000 Schülern mit Milch versorgt werden. Im Jahr 1980 waren es bereits mehr als 20 Millionen Liter Milch, die in den Schulen getrunken wurde. Auch der Milchwirtschaftsfond und die Milchwerbegesellschaft ÖMIG halfen dabei.
Ab dem Jahr 1993 begannen die Bauern auch mit einer Ab-Hof-Milchvermarktung, die eine Direktbelieferung der Schulen erlaubte. Die Direktbelieferung durch Bauern erreichte bis 2001 einen Marktanteil von 85 Prozent. Die Initiative wurde mit dem Agrarprojekt-Preis in Wieselburg ausgezeichnet.
Seit dem Beginn der Mitgliedschaft bei der EU im Jahr 1995 wird die bereits durchgeführte Aktion als Aktion der EU durchgeführt.
Anspruch haben Kinder im Kindergarten und in Schulen bis zur Matura. Im Jahr 2010 wurden regelmäßig 3.282 Schulen und Kindergärten beliefert. Den größten Teil in der Höhe von 57 Prozent erhalten dabei die Volksschüler, die Kindergartenkinder erhalten 22 Prozent. Von den etwa einhundert Milchlieferanten waren 94 Prozent Landwirte, die ihre Milch als Direktvermarkter an die Schulen lieferten, wovon wiederum 15 Prozent Biolandwirtschaft betrieben.

## Schulmilch weltweit
Im Vereinigten Königreich wurde die Ausgabe durch den School Milk Act 1946 eingeführt.
Von der FAO, der Ernährungs- und Landwirtschaftsorganisation der Vereinten Nationen, wird die Bedeutung der Schulmilch anerkannt. Sie hat im Jahr 2000 den 29. September zum Weltschulmilchtag erklärt. Jährlich findet seither zusätzlich zum Weltmilchtag (1. Juni) der Weltschulmilchtag am letzten Mittwoch des Septembers statt.

## Ähnliche Aktionen
Erst in den letzten Jahren sind ähnliche Aktionen gestartet worden. So begannen 2008 einzelne Staaten, wie Deutschland oder Österreich, mit Unterstützung der EU mit der Schulobstaktion, dabei können die Länder selbst entscheiden, ob jeweils auf saisonales oder regionales Obst zurückgegriffen wird.

## Aktuelle Entwicklungen
Nach einem Gesetzesentwurf des Europäischen Rates und des Europäischen Parlaments vom Mai 2016 wurden die Schulmilch- und Schulobstprogramme der EU ab August 2017 zusammengeführt und finanziell stärker unterstützt. Zudem soll der Unterricht über gesunde Ernährungsgewohnheiten verbessert werden.